# 1906 a vasúti közlekedésben
Ez a szócikk a 1906-ban történt vasúti eseményeket mutatja be.

## Események a világban
- A MÁV 203-as sorozatú, Európa egyik legerősebb síkpályás gyorsvonati mozdonya, a milánói világkiállításon nagydíjat nyert.[1]

## Események Magyarországon
- január 4. – Megnyílik az Orosháza–Szentes helyiérdekű vasútvonal, hossza 40 km.
- január 14. – Átadják a Debrecen és Hajdúnánás közötti vasutat.
- április 20. – Megnyílik a Szatmárnémeti–Bikszád közötti keskeny nyomtávú vasút, hossza 52 km.[1]
- szeptember 2. – Elkészül a Csongrád és Szentes közötti vasútvonal.
- szeptember 21. – Megnyílik a Szentes–Csongrád helyiérdekű vasútvonal, hossza 14 km.
- november 4. – Megnyílt a Mezőcsát–Nyékládháza-vasútvonal. (Bezárták: 2007. március 3.)
- december 3. – Megnyílt a (Kaposvár–) Mocsolád–Siófok közötti vasútvonal.
- december 5. – Megnyílik a Fábiánsebestyén–Árpádhalom (Akkori nevén: Fábián–Zoltántér-major) helyiérdekű vasútvonal, hossza 8,5 km.